# Academia de Artă din Viena

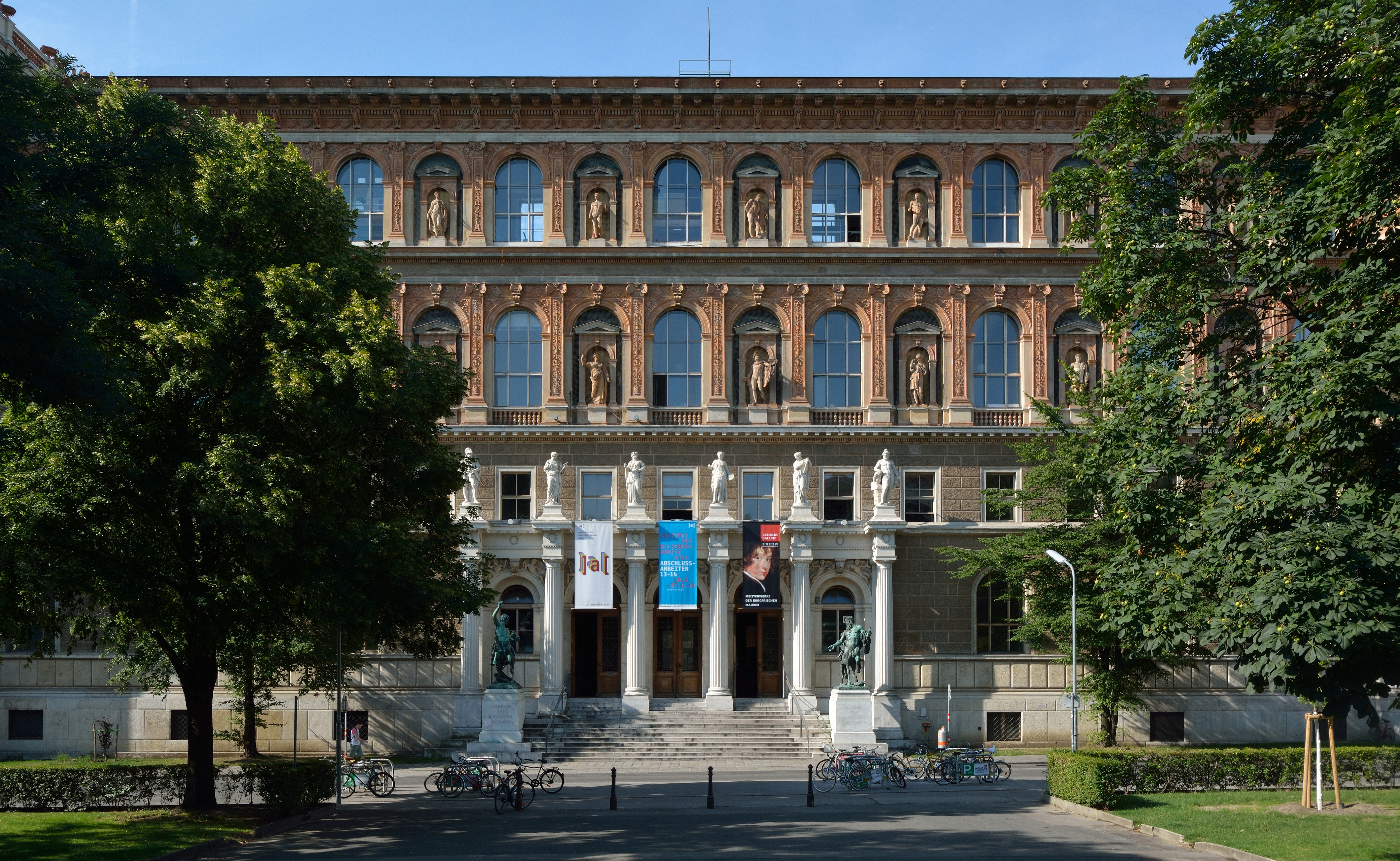
Fațada Academiei de Arte Frumoase din Viena

Academia de Arte Frumoase din Viena (în germană Akademie der bildenden Künste Wien) este o instituție de învățământ superior din domeniul artelor din Viena, Austria.

## Istorie
Academia de Arte Frumoase din Viena a fost înființată în anul 1692 ca o școală privată, similară Academiei din San Luca (Accademia di San Luca) și a Academiei Regale de Pictură și Sculptură din Paris (Académie royale de peinture et de sculpture) avându-l ca fondator pe pictorul Peter Strudel care ulterior a căpătat titlul de Praefectus Academiae nostrae. În anul 1701, Peter Strudel a fost înnobilat cu titlul de baron al imperiului de către împăratul Iosif I. La moartea sa petrecută în anul 1714, Academia de Arte Frumoase din Viena s-a închis temporar.
Împăratul Carol al VI-lea l-a numit pe francezul Jacob va Schuppen ca prefect și director al Academiei în data de 20 ianuarie 1725. Acesta a reînființat institutul de învățământ cu numele  de Academia chezaro-crăiască de pictori, sculptori și arhitecți (der kk Hofakademie Maler, Bildhauer und Baukunst). După moartea lui Carol al VI-lea din 1740, activitatea Academiei a suferit o diminuare importantă a activității, pentru ca o dată cu venire la putere a Mariei Terezia să primească un nou statut reformat, în anul 1751. Prestigiul Academiei a crecut în mod constant sub conducere lui Michelangelo Unterberger și Paul Troger. În anul 1767 arhiducesa Maria Anna și Maria Carolina devin primii membrii de onoare și ca urmare s-au făcut reforme structural-organizatorice importante începând cu anul 1772. Astfel, cancelarul Wenzel Anton von Kaunitz a integrat toate școlile de artă existente în nou înființata Academie chezaro-crăiască unificată de arte frumoase (KK vereinigten Akademie der bildenden Künste). Ulterior s-a renunțat la cuvântul unificat (vereinigten). În anul 1822, Anton Franz de Paula Graf Lamberg-Sprinzenstein ce deținea titlul de membru de onoare al Academiei și-a donat întreaga sa colecție de artă Pinacotecii Academiei de Arte Frumoase din Viena. Colecția sa  formează și astăzi coloana vertebrală a  Pinacotecii, ea înglobând o mulțime de lucrări de pictură a unor mari maeștrii cum au fost: Tițian, Velasquez, Francesco Guardi, Rembrandt, Jan van Goyen, Jacob van Ruisdael și mulți alții.
Împăratul Franz Joseph al Austriei a emis în anul 1872 o lege prin care a făcut din Academia de Arte Frumoase din Viena autoritatea supremă a imperiului în domeniul artelor. S-a construit o nouă clădire după planurile concepute de către Theophil Hansen pe bulevardul Ringstraße. Actuala clădire a Academiei din Schillerplatz, din cartierul vechi Innere Stadt al Vienei, a fost inaugurată la data de 3 aprilie 1877, lucrările interioare și frescele de pe tavan fiind realizate de către Anselm Feuerbach până în anul 1892.
În perioada Anexării Austriei de către Germania Nazistă din perioada 1933 - 1945, Academia de Arte a fost forțată să reducă drasctic numărul personalului evreiesc. După al doilea război mondial, Academia s-a reînființat în anul 1955 și autonmia sa a fost reconfirmată. Ea a avut statut de universitate din anul 1998 dar și-a păstrat numele original. Aceasta este în prezent singura universitate din Austria care nu are cuvântul universitate în numele său.

## Structură
Academia are în componența sa următoarele institute:
- Institutul de Arte Frumoase, care adaposteste treisprezece departamente: Pictură abstractă; Artă și Digital Media; Artă și Fotografie; Artă și de cercetare; Arta conceptuală; Pictură contextuală; Pictură figurativă; Arte grafice si Tehnici de Grafică; Sculptură; Artă performativă - Sculptură; Video și Video-instalare
- Institutul de Teoria Artei și Studii culturale (teoria artei, filozofie, istorie);
- Institutul pentru Conservare si Restaurare;
- Institutul de Științe naturale și Tehnologii în Artă;
- Institutul de Artă și Arhitectură.

Academia are în prezent aproximativ 900 de studenți, dintre care aproape un sfert sunt studenți străini. Biblioteca academiei conține aproximativ 110.000 de volume și în "cabinetul de gravură" (Kupferstichkabinett) are aproximativ 150.000 de desene. Colecția este una dintre cele mai mari din Austria, și este folosită pentru scopuri academice, deși unele exponate sunt deschise publicului larg. 

## Foști studenți și profesori
| - Michelangelo Unterberger (1695–1758) - Martin van Meytens (1695–1770) - Paul Troger (1698–1762) - Franz Christoph Janneck (1703–1761) - Johann Georg Platzer (1704–1761) - Caspar Franz Sambach (1715–1795) - Franz Anton Maulbertsch (1724–1796) - Josef Hauzinger (1728–1786) - Adolph Johannes Fischer (1885–1936) - Vinzenz Fischer (1729–1810) - Franz Xaver Kirchebner (1736–1815) - Joseph Hickel (1736–1807) - Anton Hickel (1745–1798) - Heinrich Friedrich Füger (1751–1818) - Karel Postl (1769–1818) - Jacob Schroth (1773–1831) - Johann Peter Krafft (1780–1856) - Matthäus Loder (1781–1828) - Josef Arnold der Ältere (1788–1879) - Franz Xaver Petter (1791–1866) - Thomas Ender (1793–1875) - Johann Carl Smirsch (1793–1869) - Ferdinand Georg Waldmüller (1793–1865) - Joseph Edward von Gillern (1794–1845) - Carol Wallenstein de Vella (1795–1863) - Leopold Kupelwieser (1796–1862) - Eduard Gurk (1801–1841) - Franz Xaver Lössl (1801–1885) - Friedrich von Amerling (1803–1887) - Fidelis Schönlaub (1805–1883) - Friedrich Gauermann (1807–1862) - Albert Zimmermann (1808–1888) - Carl Rahl (1812–1865) - Rudolf von Alt (1812–1905) - Vincenz Pilz (1816–1896) - Andreas Lach (1817–1882) - Carl Wurzinger (1817–1883) - Eduard von Engerth (1818–1897) - Emanuel Stöckler (1819–1893) - Nicolae G. Socolescu (circa 1820–1872) - Friedrich von Schmidt (1825–1891) - Anselm Feuerbach (1829–1880), professor (1873) - August Wörndle von Adelsfried (1829–1902) - August Eisenmenger (1830–1907) - Eduard von Lichtenfels (1833–1913) - August Weber (1836–1903) - Jan Matejko (1838–1893) - Gottfried Lindauer (1839–1926) | - Otto Wagner (1841–1918) - Ferdinand Demetz (1842–1902) - Anton Hlavaček (1842–1926) - Karl Kaufmann (Maler) (1843–1905) - Mihály Munkácsy (1844–1900) - Franz Tavella (1844–1931) - Eugen Jettel (1845–1901) - Josef Dernjač (1851–1920) - Alfred Zoff (1852–1927) - Carl Freiherr von Merode (1853–1909) - Rodolphe Ernst (1854–1932) - Eduard Ameseder (1856–1939) - August Kirstein (1856–1939) - Hans Bitterlich (1860–1949) - Simon Glücklich (1863–1943) - Wilhelm von Wörndle (1863–1927) - Peter Markovič (1866–1929) - Ernő Foerk (1868-1934) - Peter Behrens (1868–1940) - Ioan Zaicu (1868-1914) - Kamil Hilbert (1869–1933) - Carl O’Lynch of Town (1869–1942) - Alexander Pock (1871–1950) - Rudolf Weber (1872–1949) - Franz Baumgartner (1876–1946) - Alois Arnegger (1879–1963) - Heinrich Krippel (1883–1945) - Ivan Meštrović (1883-1962) - Emil Pirchan (1884–1957) - Karl Sterrer (1885–1972) - Clemens Holzmeister (1886–1983) - Benjamin Strasser (1888–1955) - Robin Christian Andersen (1890–1969) - Egon Schiele (1890–1918) - Alexander Popp (1891–1947) - Edwin Grienauer (1893–1964) - Kurt Weiss (1895–1966) - Anton Brenner (1896–1957) - Leopold Hauer (1896–1984) - Caspar Neher (1897–1962) - Paul Kassecker (1903–1992) - Ceno Kosak (1904–1985) - Hans Knesl (1905–1971) - Norbert Schlesinger (1908–1980) - Karl Nieschlag (1909–1975) - Roland Rainer (1910–2004) - Heinz Leinfellner (1911–1974) - Lucas Suppin (1911–1998) | - Ludwig Merwart (1913–1979) - Sepp Nordegg (1913–1984) - Rudolf Hausner (1914–1995) - Ferdinand Welz (1915–2008) - Rudolf Hoflehner (1916–1995) - Adolfo Winternitz (1921–1929) - Joannis Avramidis (1922–2016) - Gerhard Swoboda (1923–1974) - Oswald Stimm (1923-2014) - August Stimpfl (1924–2010) - Alfred Hrdlicka (1928–2009) - Friedensreich Hundertwasser (1928–2000) - Gustav Peichl (1928–2019) - Wolfgang Hollegha (1929–2023) - Maximilian Melcher (1922–2002) - Arik Brauer (1929–2021) - Anton Lehmden (1929–2018) - Josef Mikl (1929–2008) - Ernst Fuchs (1930–2015) - Timo Penttilä (1931–2011) - Roland Goeschl (1932–2016) - Andreas Urteil (1933–1963) - Fria Elfen-Frenken (* 1934) - Adi Holzer (* 1936) - Hermann Czech (* 1936) - Peter Krawagna (* 1937) - Hartmut Urban (1941–1997) - Harun Farocki (1944–2014), Professor (2004–2011) - Erich Wonder (* 1944) - Luigi Blau (* 1945) - Annegret Soltau (* 1946) - Reinhard Puch (* 1947) - Gottfried Helnwein (* 1948) - Adam Jankowski (* 1948) - Thomas Stimm, (* 1948) - Manfred Deix (* 1949) - Erwin Bohatsch (* 1951) - Josef Trattner (* 1955) - Martin Kohlbauer (* 1956) - Walter Köstenbauer (* 1956) - Hans Scheirl (* 1956) - Diedrich Diederichsen (* 1957) - Carsten Roth (* 1958) - Gunter Damisch (* 1958) - Heimo Zobernig (* 1958) - Andrea Maria Dusl (* 1961) - Daniel Richter (* 1962) - Monica Bonvicini (* 1965) - Dorit Margreiter (* 1967) - Helmut Ditsch (* 1962) |

Cel mai cunoscut aspirant a fost Adolf Hitler (1889–1945).